# Boyd McDonald (Komponist)
Boyd McDonald (* 28. September 1932 in Tuberose/Saskatchewan) ist ein kanadischer Pianist, Komponist und Musikpädagoge.

## Leben
McDonald studierte Klavier bei Lyell Gustin und Komposition bei Murray Adaskin. Als Stipendiat des Canada Council setzte er seine Ausbildung bei Nadia Boulanger in Paris fort. Außerdem besuchte er Sommerkurse von Darius Milhaud, John Cage und Stefan Wolpe.
Als Pianist debütierte McDonald 1963 in New York und gewann den Leschetizky Town Hall Debut Prize. Mit Garth Beckett gründete er 1966 das Beckett-McDonald Duo, das bis in die 1990er Jahre durch Kanada, die USA und Europa tourte und u. a. Uraufführungen von Auftragswerken Bruce Mathers, Robert Turners, Jack Behrens und Owen Underhills spielte. Seit den 1980er Jahren galt sein besonderes Interesse historischen Fortepianos, und er spielte auf diesen Instrumenten sowohl historische als auch avantgardistische Werke wie Jack Behrens’ Fantasy on a Fragment (mit dem Cleveland Chamber Orchestra).
Auf einer Doppel-CD nahm er alle Werke Beethovens für Cello und Fortepiano und Cellosonaten und Lieder mit Klavier- und Cellobegleitung von Johannes Brahms (mit dem Cellisten Paul Pulford und der Sängerin Anne-Marie Donovan) auf. Mit dem von ihm mitbegründeten The Classical Trio (mit Jeanne Lamon, Barockvioline und Christina Mahler, Barockcello) spielte er 1986 die Uraufführung von Owen Underhills Dompe. 1989 tourte er mit dem Mannheim Trio (mit der Sopranistin Valerie Kinslow und dem Klarinettisten Sherman Friedland) durch Nova Scotia. Beim Boston Early Music Festival trat er mit dem Bariton David Falk auf.
Seit 1967 gehörten McDonald und Beckett der Musikfakultät der University of Manitoba an, wo sie als Duo von Alma Brock-Smith gecoacht wurden. 1976 wechselte McDonald zur Wilfrid Laurier University, wo er Klavier und Musiktheorie unterrichtete und sommerliche Workshops für Barock- und klassische Musik koordinierte. Nach seiner Emeritierung  war er u. a. im Springdale ‍Trio ‍(mit der Flötistin Wendy Wagler und dem Cellisten Ben Bolt-Martin) aktiv, mit dem er u. a. neben eigenen Kompositionen von Murray ‍Adaskin, ‍Owen ‍Underhill und Bolt-Martin aufführte.
McDonalds Kompositionen wurden u. a. von den Scholars of London, den Wellington Winds, dem Kitchener-Waterloo Symphony, den Waterloo Players, dem Kitchener-Waterloo Symphony Youth Orchestra, den Renaissance Singers, der Symphony Hamilton und Solisten wie Theodore Baerg, Garry Gable und Reid Spencer aufgeführt. Der Trompeter und Pianist Guy Few, der Akkordeonist Joseph Petric und der Posaunist Alain Trudel spielten Werke McDonalds auf der CD Bellows and Brass...and Boyd ein.

## Werke
- Suite for Nine Solo Instruments, 1959
- Fantasy for Piano, 1974
- Time Lines for Piano Duet (für Diana McIntosh), 1982
- Three for Two für Posaune, Klavier und Trompete (für Guy Few und Alain Trudel), 1989
- Dialogue für Cembalo und Klavier (UA mit Delores Keahey und Eric Lussier), 1992
- Concertpiece für Trompete, 1993
- Keyboard Quintet für Klavier und Streichquartett, 1994
- Overture für Akkordeon und Klavier, 1994
- Three Accords (UA mit Joseph Petric und dem Kitchener-Waterloo Symphony Orchestra), 1995
- Pulsations for Piano, 1995
- An Artist’s Neighbourhood für Klavier (für Christine Vanderkooy), 1996
- Bachillennium für Klavierduo, 2000
- Concertino (für ‍Joseph ‍Petric und das ‍Penderecki ‍String ‍Quartet)